# Мбаке (департамент)
Мбаке (фр. Mbacké) — один из 45 департаментов Сенегала и один из трёх департаментов в области Диурбель. Расположен на западе центральной части страны.

## География
Департамент Мбаке занимает площадь 2 243 км².

## Административное деление
Центр департамента — город Мбаке, который является также единственной коммуной. Департамент включает в себя 3 арондисмана (округа) Кель, Ндаме и Таиф, насчитывающие 15 сельских поселений.
| Коммуна / Округ | Сельское поселение   | Население 2013 |
| Мбаке           | —                    | 77 256         |
| Кель            | Дандеи-Гуи-Ги        | 5 370          |
| Кель            | Дару-Салам-Тип       | 5 522          |
| Кель            | Кель                 | 5 413          |
| Кель            | Мадина               | 5 630          |
| Кель            | Ндиуман-Таиба-Тиекен | 4 223          |
| Кель            | Туба-Мбуль           | 10 157         |
| Кель            | Дару-Наен            | 2 358          |
| Кель            | Таиба-Тиекен         | 1 738          |
| Ндаме           | Дала-Нгабу           | 8 600          |
| Ндаме           | Мисира               | 6 967          |
| Ндаме           | Нгаи                 | 4 746          |
| Ндаме           | Туба-Фаль            | 6 114          |
| Ндаме           | Туба                 | 753 313        |
| Таиф            | Садио                | 17 570         |
| Таиф            | Таиф                 | 14 788         |
| Департамент     | —                    | 929 764        |

## Население
По данным Национального агентства статистики и демографии Сенегала численность населения департамента в 2013 году составляла 929 764 человек. Большая часть населения департамента проживает в мегаполисе Туба, который здесь числится как сельская община мечети Туба, и в слившейся с ней столицей департамента Мбаке. В остальном департаменте живут едва ли 100 000 человек.